# Gică Petrescu

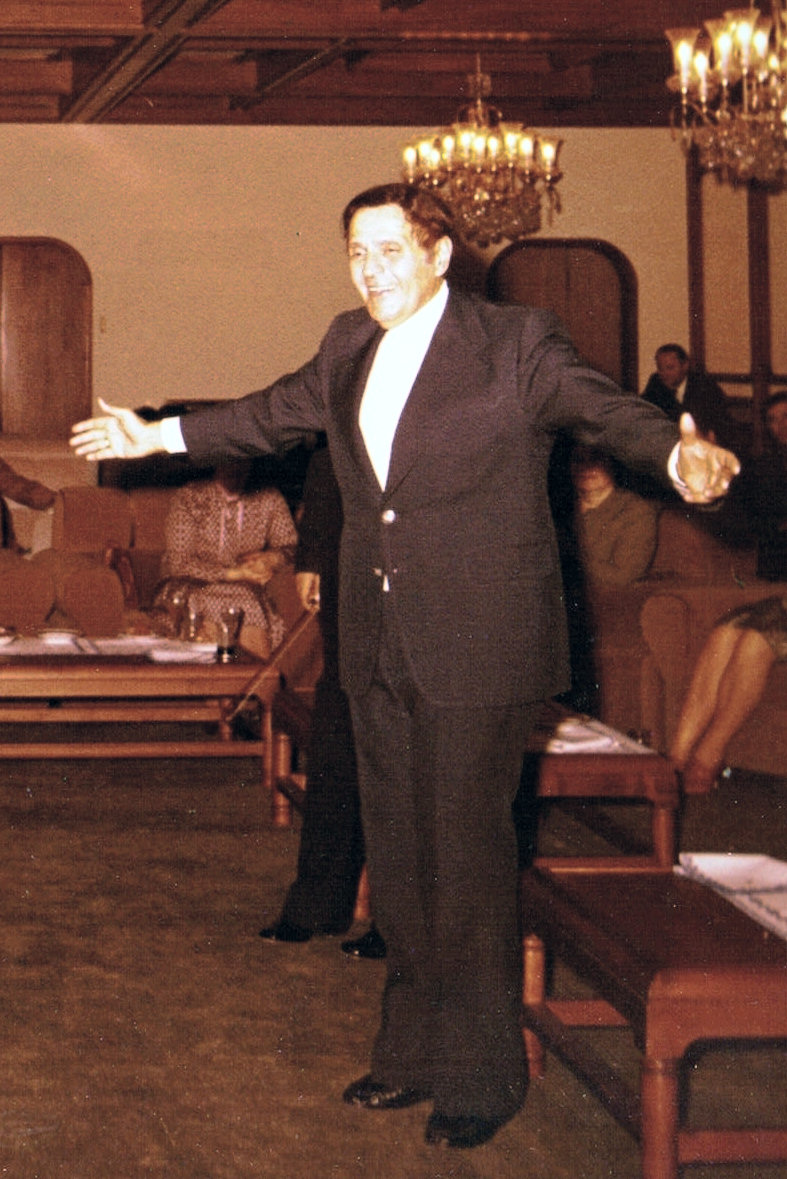
Gică Peterscu, 1980

Gică Petrescu (* 2. April 1915 in Bukarest; † 18. Juni 2006 ebenda) war ein rumänischer Komponist und Schlagersänger. Während der 1970er und 1980er Jahre gehörte er zu den einflussreichsten und produktivsten Unterhaltungskünstlern Rumäniens.

## Leben und Wirken

### Erste Jahre
Petrescus Vater war Postbeamter, der in Genf studiert hatte; seine Mutter hatte ihre Jugend in Paris verbracht und war eine gute Klavierkennerin. Das Haus der Familie Petrescu befand sich in der Calea Victoriei, Hausnummer 190. Seine Mutter brachte ihm Französisch und das Klavierspiel bei, indem er u. a. „kurze, melodische Lieder (…), mozartianische Rhythmen“ einstudierte. Im Haus gab es ein Grammophon, auf dem der Vater manchmal leichte Musik hörte. Im Alter von 15 Jahren verlor Petrescu seine Mutter aufgrund eines Magenleidens.

### Anfang
Petrescu debütierte im Alter von 18 Jahren, kurz nach seinem Abschluss des Gymnasiums „Gheorghe Șincai“ in Bukarest. Sein offizielles Debüt gab er 1937 mit einem Auftritt vor dem Radiopublikum. Bei einer Feier wurde er vom Komponisten Ion Vasilescu entdeckt, der ihn ins Radio brachte, wo er mit dem Pianisten und Dirigenten Iulian Ghindă sang. Petrescu studierte zwei Jahre Jura, brach das Studium aber zugunsten der Musik ab. 1933 wurde Petrescu offiziell als Gesangssolist in den Galeries Lafayette Berlin mit dem James Kok Orchestra engagiert. Petrescu bleibt die einzige Finanzierungsquelle. Mit 21 Jahren wurde er zum 1. Regiment – Guards Hunters rekrutiert, um entwaffnet zu werden. Er erschien in Radioprogrammen. 1937 gewann Gică Petrescu immer mehr an Bedeutung. Unter strenger Prüfung wurde er vorerst unter dem Pseudonym George Petrimi als Sänger im Radio zugelassen. Petrescu nahm Tonträger für Plattenlabel wie Columbia oder Odeon auf. Künstlerisch entscheidend war die Begegnung mit Dinu Șerbănescu, durch den er die Unterhaltungsmusik für sich entdeckte. Nach einigen Jahren kehrte er zum Namen Gică Petrescu zurück. 1934 wurden Electrecord gegründet. Eine ab 1938 beginnende, jahrzehntelange Zusammenarbeit mit dem Label bahnte sich an. Petrescu komponierte und produzierte leichte Musik, Romanzen und Schlager.